# Schloss Retzin

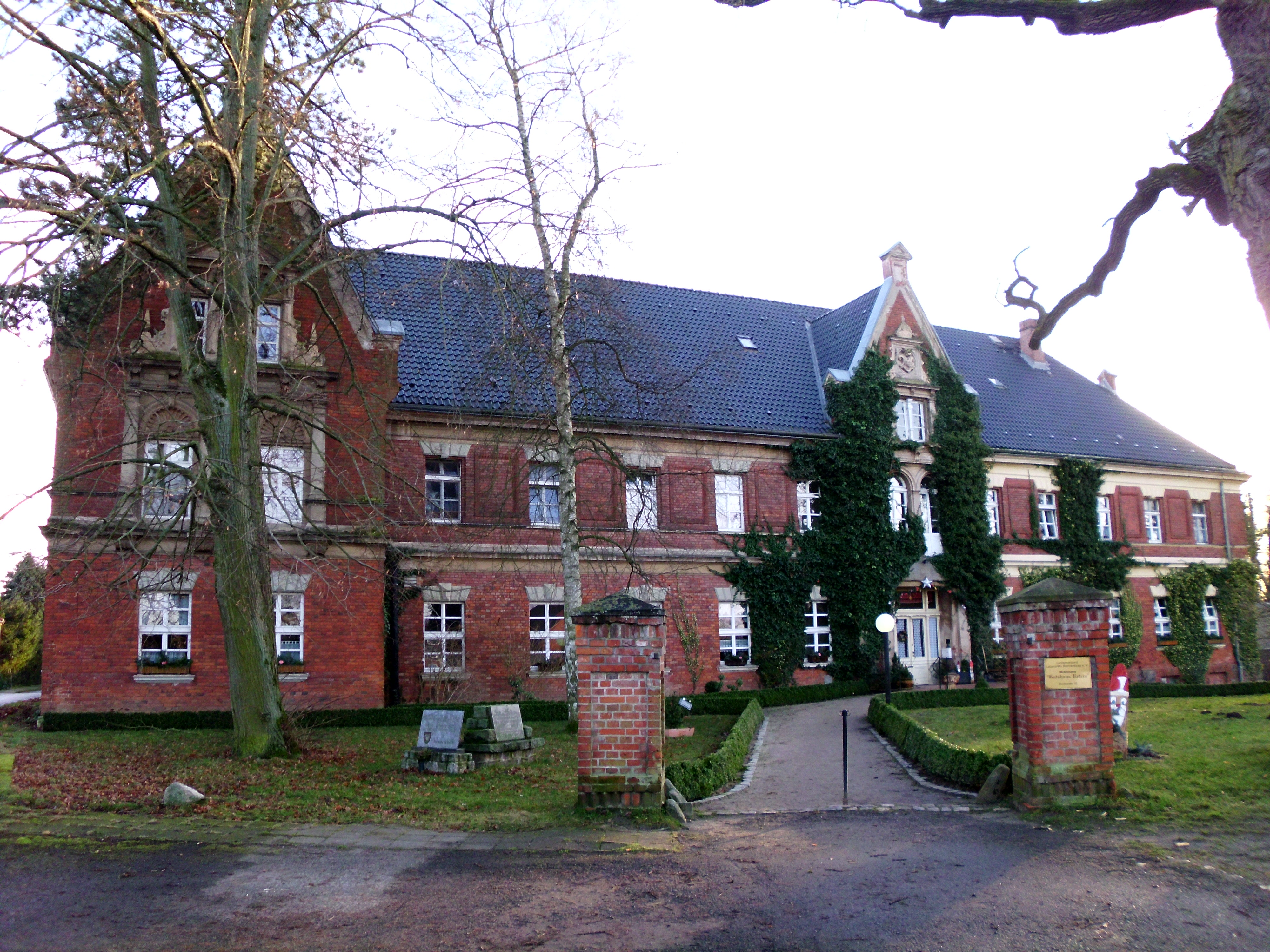
Schloss Retzin 2013

Schloss Retzin ist ein Herrenhaus in dem zu Groß Pankow gehörenden Dorf Retzin.

## Geschichte
Retzin gehörte zum Besitz der Familie Gans zu Putlitz. Eine Gutswirtschaft bestand hier ab dem 17. Jahrhundert. Das Gutshaus wurde unter Eduard Gans Edlen Herren zu Putlitz ab dem Jahr 1815 errichtet. 1879 gehörten zum Besitz Retzin laut dem erstmals amtlich publizierten Generaladressbuch der Rittergutsbesitzer 268 ha. 
Von 1882 bis 1884 wurde es im Stil der italienischen Neorenaissance umgestaltet. Als Wohnsitz des Dichters Gustav Gans zu Putlitz wurde es auch für Theater- und Opernaufführungen genutzt; auf dem Dachboden war eine Bühne eingebaut. In einer der Scheunen, die zum Schloss gehörten, wurde 1852 der Rübezahl aufgeführt, zu dem Friedrich von Flotow die Musik komponiert hatte.
1856 beauftragte Gustav Gans zu Putlitz den Gartenarchitekten Eduard Neide mit der Verschönerung des Gutsparks.

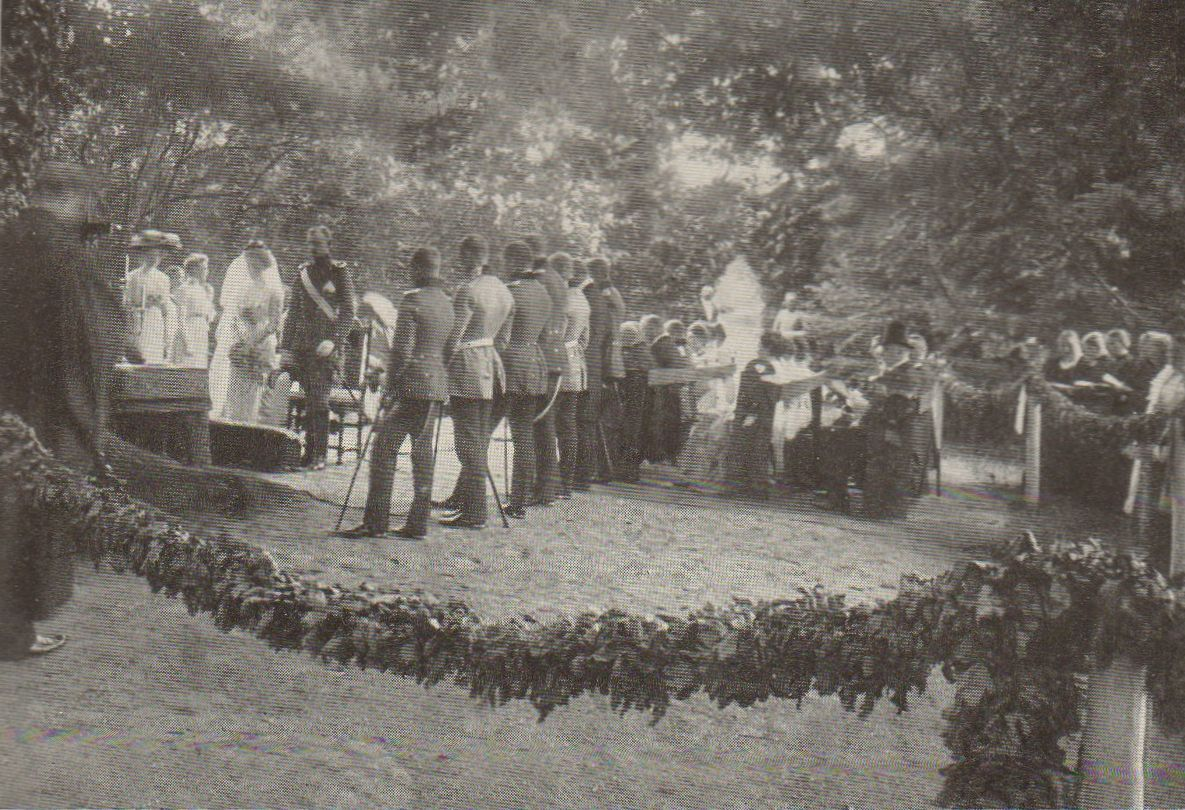
Hochzeitsfeier unter der Eiche

 Die sogenannte „Große Eiche“ in dem Landschaftspark, der das Schloss umgibt, wurde 1910 anlässlich der Hochzeit der Adrienne zu Putlitz mit Bernhard von Bülow geweiht und auch später noch im Bedarfsfall als Kirchenersatz genutzt. Letzter Gutsbesitzer auf Schloss Retzin war der Enkel des Gustav, Stephan Gans zu Putlitz (1885–1951), der auch nach der Bodenreform in der Region blieb.
Das denkmalgeschützte Schloss wurde 1992 von der Lebenshilfe angekauft und wird seit 1995 als Wohnheim für Menschen mit geistiger Behinderung genutzt.